# 東山本線
東山本線（日语：／ Higashiyama Honsen */?）是岡山電氣軌道擁有的電車路線之一。正式的路線名稱為東山本線，但是也會單以東山線稱呼此線。

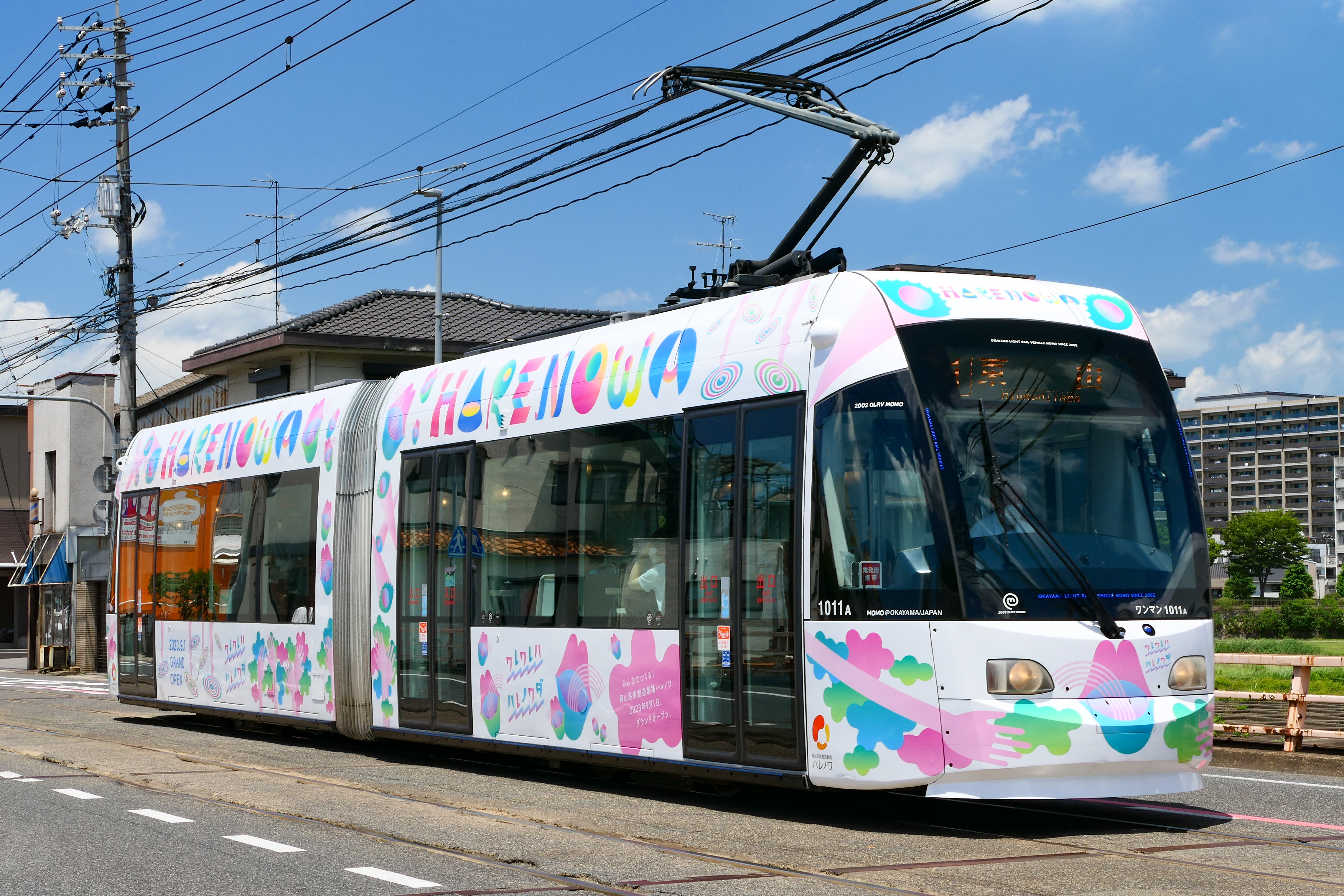
西大寺町停留場至小橋停留場間的岡電9200型電車 (2023年7月)

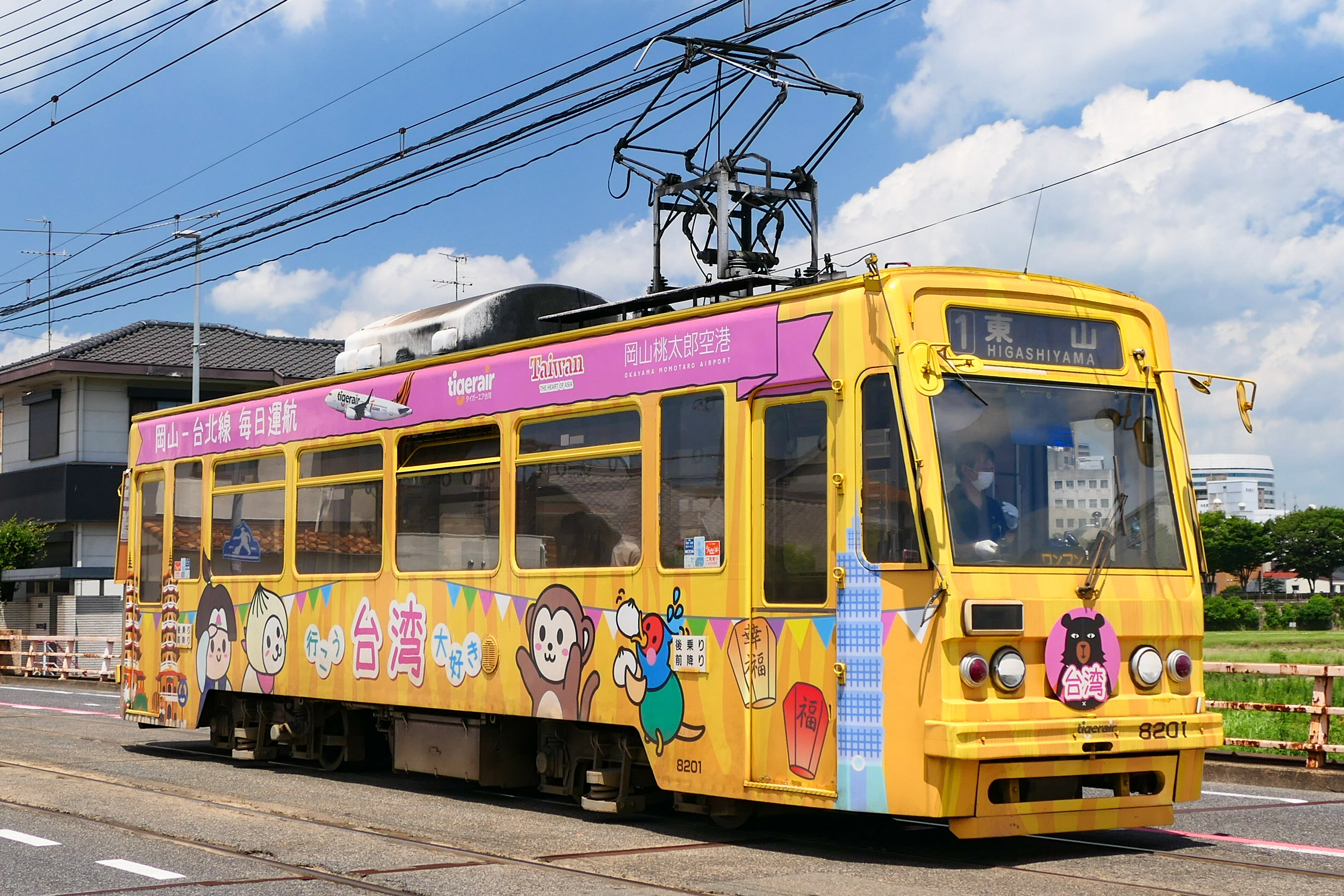
西大寺町停留場至小橋停留場間的岡電7900型電車 (2023年7月)

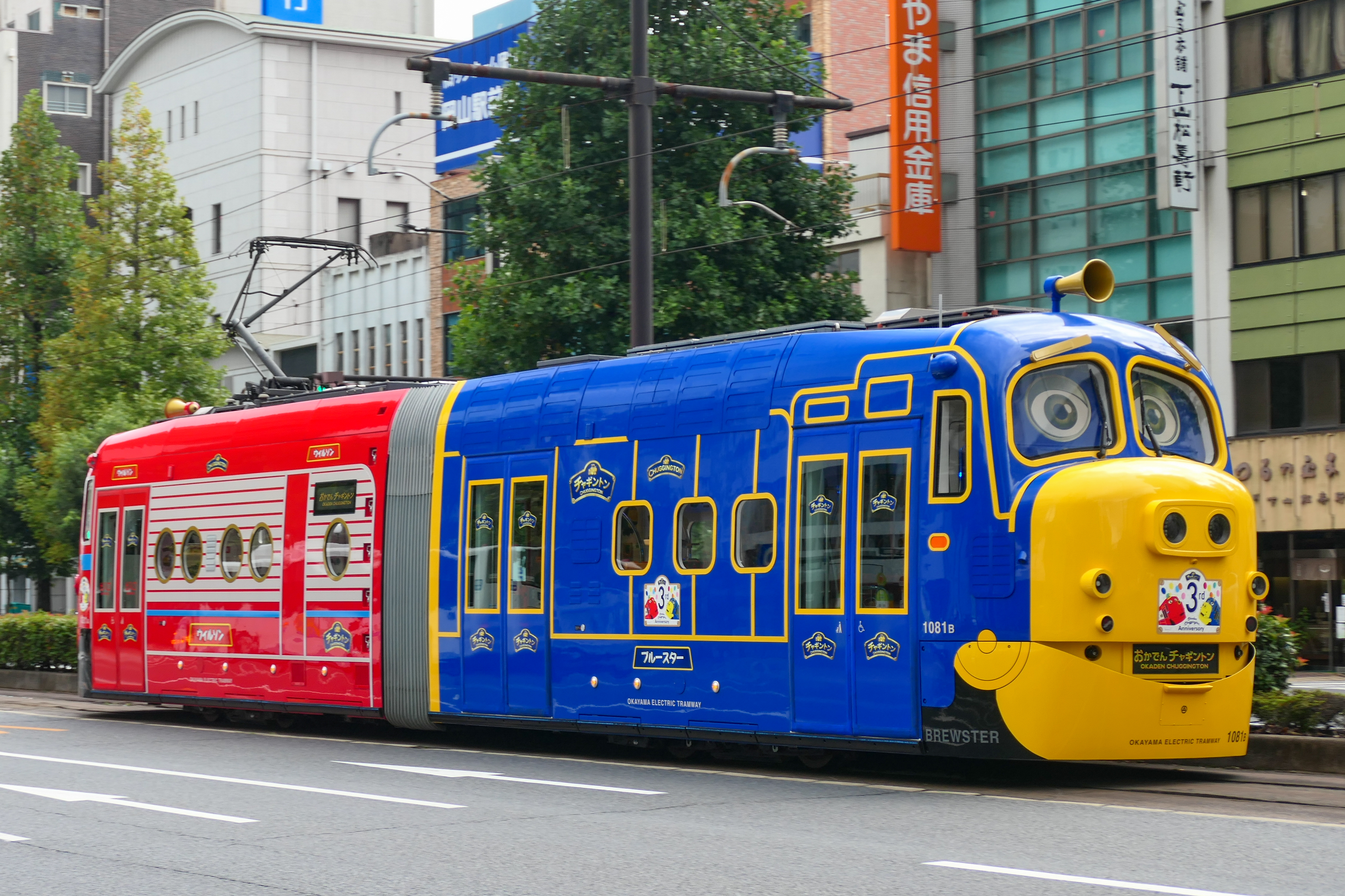
岡山站前停留場至西川綠道公園停留場間的岡電9200型電車「岡電恰恰特快車」(2022年9月)

## 路線概要
路線沿岡山市區內以曲柄狀行走。電車線連接岡山站與車廠所在墻東山·岡電博物館站。全線都是使用共用行車道。在柳川停留場與清輝橋線分支。電車站然後途經最接近岡山城和後樂園的城下停留場後南下。在城下停留所中，曾經設有前往後樂園前的番町線，該線於1968年停用。電車線隨後於西大寺町停留場轉向東邊，越過3條穿越旭川的橋樑後便接近東山·岡電博物館站。
電車車費為140日圓（截至2013年），包括岡山電氣軌道在內的各間巴士公司中，來往岡山站至天滿屋巴士站、表町巴士中心之間的車費只需要100日圓，而與電車線並行的岡山站前至縣廳通之間的車費也是100日圓。
差不多所有電車站的月台上均設有柵欄以確保安全。但是小橋和中納言沒有月台，道路上劃上了電車上落客區。京橋為臨時電車站，只於部分日子服務。

### 路線資料
- 路線距離（營業距離）：3.1公里
- 軌距：1067毫米
- 車站數目：11個（包括起終點站和臨時電車站）
- 雙線區間：全線
- 電氣化區間：全線（直流600V）

## 運行形態
在東山本線上行走的電車路線共有2系統，一條為行走於岡山站前 - 東山·岡電博物館站之間的東山線電車，一條為行走於岡山站前至柳川之間的清輝橋線電車。東山線班次每5分鐘一班（平日早上7時時段至8時時段前半部，以及黃昏5時時段中，每3至4分鐘一班），清輝橋線班次每10分鐘一班。如果沒有交通擁塞，岡山站前至東山·岡電博物館站之間的行車時間為約15分鐘。
在平日早上繁忙時間，於東山附近較多學生乘電車上學，而縣廳上也有許多乘客候車，因此在這個時間會加設1往返班次行走於站前至西大寺町之間的電車（通稱：商業穿梭班次），該班次在2012年8月尾廢止，自從所有列車均行走整個區間。

## 歷史
- 1912年（明治45年）
  - 5月5日 ：岡山站前 - 城下之間開通
  - 6月1日 ：城下 - 西大寺町之間開通

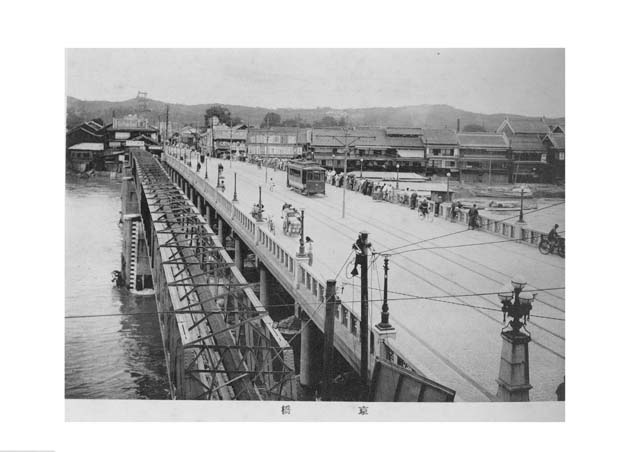
大正時代的岡山電氣軌道

- 1923年（大正12年）7月9日：西大寺町 - 東山之間開通
- 2008年（平成20年）4月1日：西川改名為西川綠道公園
- 2017年（平成29年）4月1日：東山改名為東山·岡電博物館站

## 電車站列表

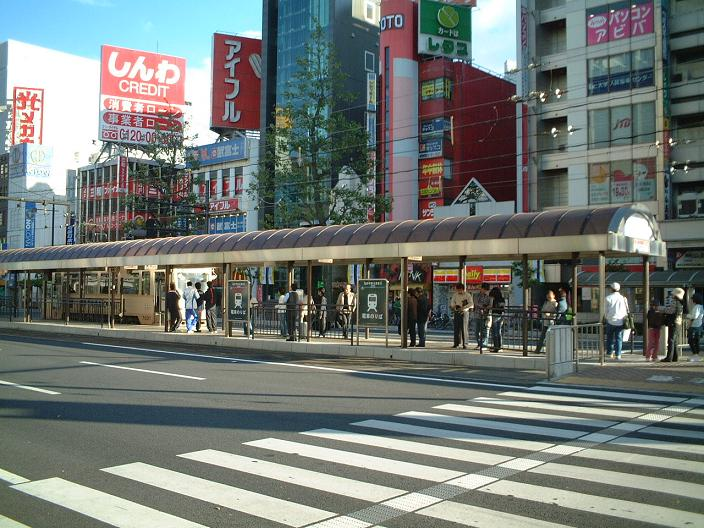
岡山站前停留所
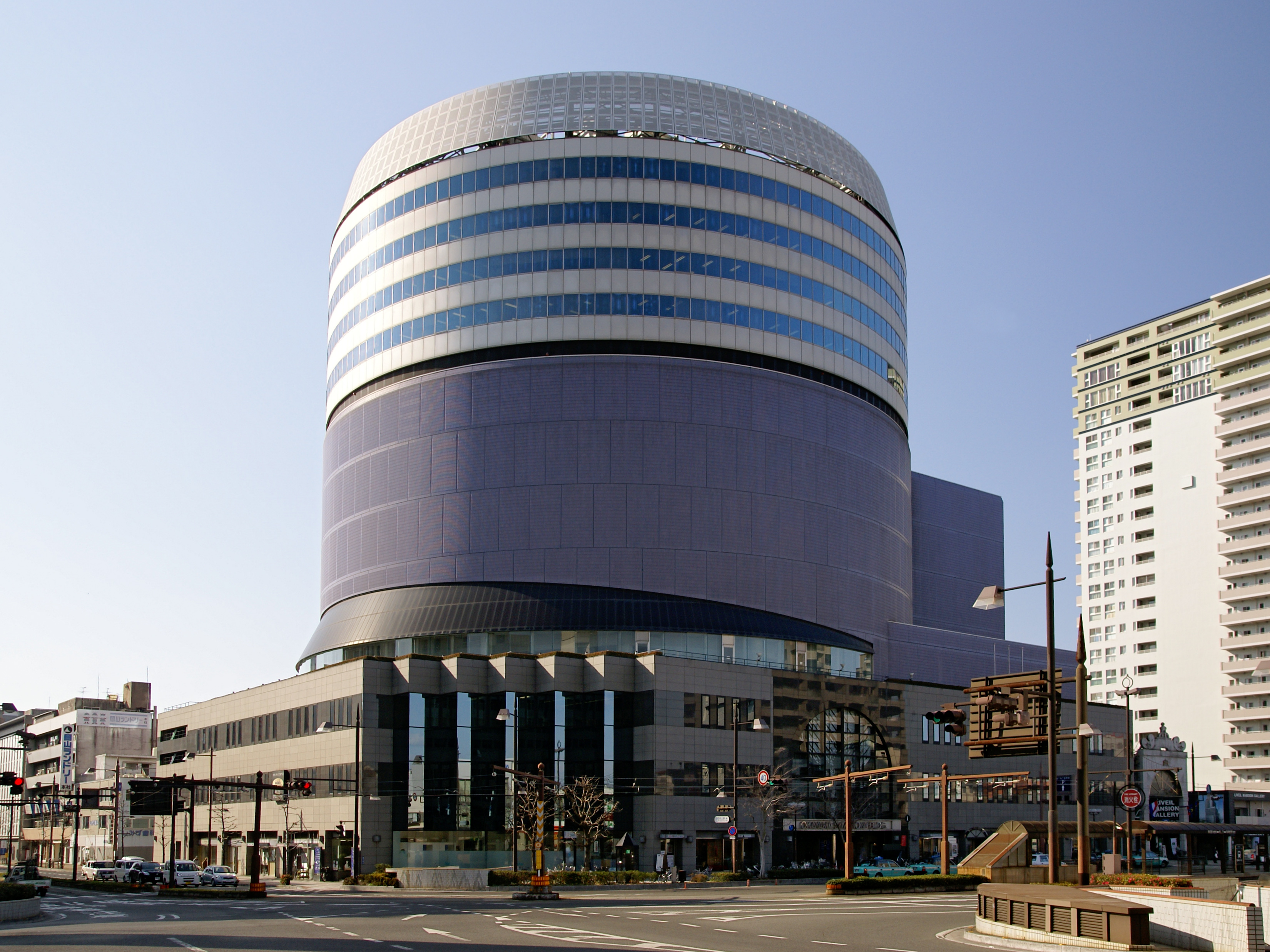
岡山交響樂會堂
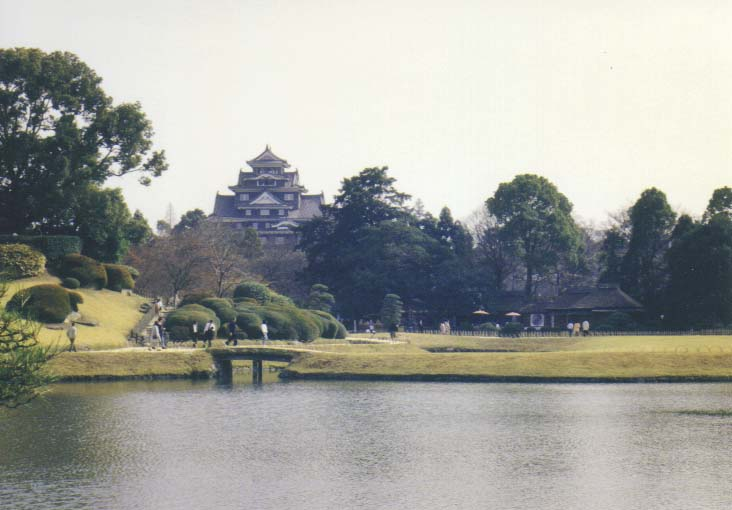
後樂園和岡山城

所有電車站都位於岡山縣岡山市內。
| 車站 編號 | 中文站名          | 日文站名                     | 英文站名 | 接續路線                                                             | 所在地 |
| --------- | ----------------- | ---------------------------- | -------- | -------------------------------------------------------------------- | ------ |
| H01       | 岡山站前          | 岡山駅前                     |          | 山陽新幹線、山陽本線、宇野線（瀨戶大橋線）、津山線、吉備線（岡山站） | 北區   |
| H02       | 西川綠道公園      | 西川緑道公園                 |          |                                                                      | 北區   |
| H03       | 柳川              | 柳川                         |          | ○S 岡山電氣軌道清輝橋線 (S03)                                        | 北區   |
| H04       | 城下              | 城下                         |          |                                                                      | 北區   |
| H05       | 縣廳通            |                              |          |                                                                      | 北區   |
| H06       | 西大寺町          | 西大寺町                     |          |                                                                      | 北區   |
|           | 京橋（臨時）      | 京橋                         |          |                                                                      | 北區   |
| H07       | 小橋              | 小橋                         |          |                                                                      | 中區   |
| H08       | 中納言            | 中納言                       |          |                                                                      | 中區   |
| H09       | 門田屋敷          | 門田屋敷                     |          |                                                                      | 中區   |
| H10       | 東山·岡電博物館站 | 東山・おかでんミュージアム駅 |          |                                                                      | 中區   |

- 岡山站前停留所
- 岡山交響樂會堂
- 後樂園和岡山城

## 注腳
1. ↑  . 岡山電気軌道. 2018-10-01  [2018-11-11]. （原始内容存档于2020-11-01）.